# First Arsch
First Arsch (букв. «перша дупа», абревіатура від First Autonomous Rioters of Schwerin)  — німецький панк-рок гурт зі Шверіна, заснований у 1986 році Тіллем Ліндеманном, пізніше вокалістом гурту Rammstein. У First Arsch Ліндеманн грав на барабанах.
Гурт виступав під назвою First Art, щоб пройти цензуру Східної Німеччини. 

## Історія
First Arsch утворився в 1986 році, коли співак-басист Йорг Мільке та тодішній барабанщик Тілль Ліндеманн зустрілися на святкуванні дня народження Ліндеманна. Група давала концерти по всій Східній Німеччині, а на початку 1990-х років записала свій дебютний альбом Saddle Up, випущений у листопаді 1992 року, з гітаристами Паулем Ландерсом з Feeling B і Ріхардом Круспе з Das Elegante Chaos.
У 1993 році Ліндеманн, Круспе та Ландерс залишили First Arsch, щоб створити Rammstein, а Мільке замінив їх Фолькером Фойгтом і Томом Нопфом. Цей склад випустив нову пісню «Das Schlagzeug fliegt da fast außernander» у 1995 році.

## Saddle Up
Saddle Up — перший і єдиний альбом First Arsch. Він був випущений в листопаді 1992 року. Альбом спочатку був представлений незалежному лейблу DDR у Любеку, який відмовився його видавати. Потім музичний журналіст Фальк Шеттлер заснував лейбл Kessel Records для публікації альбому. Saddle Up залишився єдиним релізом лейблу. Записи для альбому відбувалися в берлінському андеграундному клубі Elm, і, окрім First Arsch, також брали участь хор і співачка Die-Firma Тетяна Бессон.
Оформлення альбому створив Матіас Матіес, який пізніше працював разом із фронтменом Rammstein Тіллем Ліндеманном над його книгою «In stillen Nächten».
18 грудня 2020 року альбом було перероблено та перевидано на вінілі, і тоді ж посів 44 місце в німецьких чартах.
| #   | Назва                      | Тривалість |
| --- | -------------------------- | ---------- |
| 1.  | «Train»                    | 2:25       |
| 2.  | «Priest in Love»           | 3:05       |
| 3.  | «SKA(T)»                   | 2:11       |
| 4.  | «In the Name of Love»      | 3:39       |
| 5.  | «Crowded House»            | 2:59       |
| 6.  | «Preagnant»                | 2:29       |
| 7.  | «AHA-ha»                   | 3:04       |
| 8.  | «Superstition»             | 3:36       |
| 9.  | «Saddle Up»                | 2:59       |
| 10. | «O-Cult»                   | 2:33       |
| 11. | «Moder Blues»              | 2:09       |
| 12. | «Come Together»            | 2:54       |
| 13. | «Hip Hop Flop»             | 2:39       |
| 14. | «Chicken Steps»            | 2:04       |
| 15. | «Big Dong (für Saskia S.)» | 4:00       |

## Учасники гурту
- Тілль Ліндеманн – вокал, ударні
- Ріхард Круспе – соло-гітара, вокал
- Пауль Ландерс – ритм-гітара, вокал
- Йорг Е. Мільке – бас-гітара, вокал

## Зовнішні посилання
- First Arsch на Discogs

## Подальше читання
- Michele Bettendorf (2002). Ursprung Punkszene (нім.). Books On Demand. ISBN 3-8311-4493-1.